# (2604) Marshak
(2604) Marshak – planetoida z pasa głównego asteroid okrążająca Słońce w ciągu 3 lat i 252 dni w średniej odległości 2,39 au. Została odkryta 13 czerwca 1972 roku w Krymskim Obserwatorium Astrofizycznym w Naucznym na Półwyspie Krymskim przez Tamarę Smirnową. Nazwa planetoidy pochodzi od Samuela Marszaka (1887-1964), rosyjskiego poety i pisarza. Przed nadaniem nazwy planetoida nosiła oznaczenie tymczasowe (2604) 1972 LD1.